# Donnici bianco
Il Donnici bianco è un vino DOC la cui produzione è consentita nella provincia di Cosenza.

## Caratteristiche organolettiche
- colore: bianco con riflessi gialli o verdognoli
- odore: fresco, vinoso, gradevole, caratteristico
- sapore: secco, pieno, armonico, talvolta fruttato

## Produzione
Provincia, stagione, volume in ettolitri
- nessun dato disponibile